# Woonasquatucket
La Woonasquatucket est une rivière américaine d'une longueur de 25 km qui coule dans l’État de Rhode Island. Elle est désignée « American Heritage Rivers » depuis 1998.

## Source de la traduction
- (en) Cet article est partiellement ou en totalité issu de l’article de Wikipédia en anglais intitulé « Woonasquatucket River » (voir la liste des auteurs).